# Resolutie 999 Veiligheidsraad Verenigde Naties
Resolutie 999 van de Veiligheidsraad van de Verenigde Naties werd unaniem aangenomen op 16 juni 1995. Deze resolutie verlengde de UNMOT-waarnemingsmissie in Tadzjikistan met een half jaar.

## Achtergrond
Na de val van de Sovjet-Unie werden er in 1991 verkiezingen gehouden in Tadzjikistan. Begin 1992 kwam de oppositie in opstand tegen de uitslag – de oud-communisten hadden gewonnen – ervan. Er brak een burgeroorlog uit tussen de gevestigde macht en hervormingsgezinden en islamisten uit de achtergestelde regio's van het land, die zich hadden verenigd. 
In 1997 zou onder VN-bemiddeling een vredesakkoord worden gesloten.

## Inhoud
De gesprekken tussen regering en oppositie in Tadzjikistan verliepen goed. Zo was het staakt-het-vuren met drie maanden verlengd, tot 26 augustus. Beide partijen wilden het conflict oplossen en vreedzaam tot
nationale verzoening komen door concessies te doen en compromissen te sluiten. Ook had het GOS haar vredesmacht verlengd tot 31 december. Zowel
de partijen als de vredesmacht en de OVSE-missie hielden nauw contact met elkaar.
De Veiligheidsraad verlengde de UNMOT-waarnemingsmissie in Tadzjikistan tot 15 december, op voorwaarde dat het gesloten akkoord en het staakt-het-vuren in acht werden gehouden en de partijen bleven werken aan verzoening en democratie. Secretaris-generaal Boutros Boutros-Ghali werd gevraagd daar elke drie maanden over te rapporteren. De partijen moesten ook verder vertrouwen op bouwen door onder meer krijgsgevangenen uit te wisselen en vluchtelingen te laten terugkeren. De secretaris-generaal werd ook gevraagd verslag uit te brengen over zijn gesprekken met Afghanistan over een mogelijke kleine groep VN-personeel in het noorden van dat land. Er werd immers hevig gevochten aan de grens tussen Tadzjikistan en Afghanistan.

## Verwante resoluties
- Resolutie 968 Veiligheidsraad Verenigde Naties (1994)
- Resolutie 1030 Veiligheidsraad Verenigde Naties
- Resolutie 1061 Veiligheidsraad Verenigde Naties (1996)

Lijst ·  970 ·  971 ·  972 ·  973 ·  974 ·  975 ·  976 ·  977 ·  978 ·  979 ·  980 ·  981 ·  982 ·  983 ·  984 ·  985 ·  986 ·  987 ·  988 ·  989 ·  990 ·  991 ·  992 ·  993 ·  994 ·  995 ·  996 ·  997 ·  998 ·  999 ·  1000 ·  1001 ·  1002 ·  1003 ·  1004 ·  1005 ·  1006 ·  1007 ·  1008 ·  1009 ·  1010 ·  1011 ·  1012 ·  1013 ·  1014 ·  1015 ·  1016 ·  1017 ·  1018 ·  1019 ·  1020 ·  1021 ·  1022 ·  1023 ·  1024 ·  1025 ·  1026 ·  1027 ·  1028 ·  1029 ·  1030 ·  1031 ·  1032 ·  1033 ·  1034 ·  1035